# Tarragona (Davao Oriental)
Tarragona è una municipalità di quarta classe delle Filippine, situata nella Provincia di Davao Oriental, nella Regione del Davao.
Tarragona è formata da 10 baranggay:
- Cabagayan
- Central (Pob.)
- Dadong
- Jovellar
- Limot
- Lucatan
- Maganda
- Ompao
- Tomoaong
- Tubaon